# Wiwersheim
 Wiwersheim (en alsacià Wiwersche) és un municipi francès, situat a la regió del Gran Est, al departament del Baix Rin. L'any 2001 tenia 636 habitants.
Forma part del cantó de Bouxwiller, del districte de Saverne i de la Comunitat de comunes del Kochersberg.

## Demografia
| 1962 | 1968 | 1975 | 1982 | 1990 | 1999 |
| ---- | ---- | ---- | ---- | ---- | ---- |
| 219  | 262  | 291  | 345  | 487  | 502  |

## Administració
| Període | Identitat     | Partit |
| ------- | ------------- | ------ |
| 2001-   | Roland Michel |        |